# I moschettieri del mare
I moschettieri del mare è un film del 1962 diretto da Steno.

## Trama
Tre pirati si salvano da un naufragio e si impossessano di un galeone con cui vanno a Maracaibo dove salvano il governatore da una congiura.

## Critica
«...filmino esile esile.» per il Mereghetti 1994.